# Micky Dolenz
George Michael "Micky" Dolenz, Jr. (Los Ángeles (California), 8 de marzo de 1945) es un actor, músico, director de televisión, personalidad de radio y director de teatro. Es más conocido como el miembro baterista y cantante de la banda hecha para la televisión The Monkees, en la década de 1960 y es el último sobreviviente de los cuatro integrantes originales. Es hijo de una familia de actores y previamente fue la estrella de un programa de TV llamado Circus Boy.
Tuvo papeles secundarios en programas de los 60 como Mr. Novak (Peyton Place), pero no fue hasta 1966 cuando audicionó para The Monkees, alcanzando fama mundial particularmente en la década de los 60.
A pesar de no tener inicialmente ninguna formación musical con la percusión, Dolenz audicionó para el programa cómico The Monkees en 1965 el cual desarrollaba la cadena Screen Gems y luego NBC. No existía en ese momento un baterista ni un vocalista principal, así que luego de unas pruebas y algunas lecciones para que fuera creíble su actuación, se quedó con el papel, ayudado por sus contactos con la compañía televisiva. Curiosamente, aprendió a tocar con la mano derecha y la pierna izquierda con suma destreza.
El show como tal se mantuvo entre 1966 a 1969 con altos ratings de audiencia, aunque la banda oficialmente no se separó hasta 1970.
En años posteriores, durante los 70, sólo apareció en programas como invitado. No fue hasta 1986 en que The Monkees se reúnen, y consigue un resurgimiento de su carrera.
Ha aparecido también como él mismo en la película "The Brady Bunch Movie" y en la secuela de ésta.